# Peter Geißler
Peter Geißler (* 7. Dezember 1953 in Wien) ist ein österreichischer Körperpsychotherapeut, psychoanalytischer Psychotherapeut und Mitbegründer der analytischen Körperpsychotherapie.

## Leben und Werk
Nach den Studien Medizin und Psychologie an der Universität Wien wurde er zunächst in Bioenergetischer Analyse ausgebildet und war Lehranalytiker der Deutschen und Österreichischen Gesellschaft für Bioenergetische Analyse. Seit 1981 praktiziert er als Körperpsychotherapeut in freier Praxis in Wien und Neu-Oberhausen.
In seinen Schriften ab 1994 kritisierte er die seiner Meinung nach mangelhafte theoretische Fundierung der Bioenergetischen Analyse und orientierte sich zunehmend psychoanalytisch. Gemeinsam mit gleichgesinnten Kollegen gründete er in Österreich den Arbeitskreis für analytische körperbezogene Psychotherapie (AKP) mit dem Ziel des Entwurfes einer Integration körperbezogener Zugangsweisen im Rahmen psychoanalytischer Psychotherapie.
Anfang der 1990er Jahre entwickelte sich daraus die analytische Körperpsychotherapie, zu der er mittlerweile eine Reihe von Publikationen veröffentlicht hat. Weggefährten in der Entwicklung dieses neuen methodischen Ansatzes waren Tilmann Moser, Jacques Berliner, Günter Heisterkamp und Gisela Worm.
Seit 1998 veranstaltet er zweijährlich das Wiener Symposium „Psychoanalyse und Körper“, seit 2002 ist er Herausgeber der gleichnamigen Zeitschrift.
Bei der analytischen Körperpsychotherapie handelt es sich um eine Spezialform psychoanalytischer Psychotherapie. Der Dialog zwischen Patient und Therapeut wird auf dem Hintergrund eines für körperbezogene Interventionen offenen Settings durch Handlungsproben ergänzt und vertieft.
Werden im klassischen psychoanalytischen Verstehen Handlungsdialoge ausschließlich als unbewusst vermittelte Beziehungsbotschaften gesehen, so bedient sich analytische Körperpsychotherapie einer umfassenderen Definition, in die unbewusste und bewusste Handlungsaspekte gleichermaßen einfließen, indem sie die Wirksamkeit von Handlungsdialogen sowohl auf ihrer konkreten wie auch symbolischen Bedeutung für den Patienten erklärt.
Dies bedeutet für die Technik analytischer Körperpsychotherapie, dass sowohl mit unbewusst ablaufenden Handlungsdialogen (Enactments) als auch mit bewusst eingesetzten Handlungsdialogen (szenischen Interventionen) gearbeitet wird. Der auf diese Weise breit definierte Handlungsdialog bleibt dabei dennoch zu ca. 90 % von unbewussten Komponenten bestimmt.
Im gemeinsamen implizit-emotional-körperlichen Wissen und dessen schrittweiser Veränderung im therapeutischen Geschehen wird der Ort der eigentlichen Wirkung von Psychotherapie gesehen.

## Werke
- Psychoanalyse und Bioenergetische Analyse. Im Spannungsfeld zwischen Abgrenzung und Integration. 1994, ISBN 3-631-49242-1.
- Neue Entwicklungen in der Bioenergetischen Analyse. Materialien zur analytischen körperbezogenen Psychotherapie. 1996, ISBN 3-631-49521-8.
- Analytische Körperpsychotherapie. Bioenergetische und psychoanalytische Grundlagen und aktuelle Trends. 1997, ISBN 3-85076-416-8.
- Analytische Körperpsychotherapie in der Praxis. 1998, ISBN 3-7904-0667-8.
- Psychoanalyse und Körper. 2001, ISBN 3-89806-063-2.
- Mythos Regression. Psychosozial. 2001, ISBN 3-89806-126-4.
- Über den Körper zur Sexualität finden. 2001, ISBN 3-89806-064-0.
- Körperbilder. 2003, ISBN 3-89806-276-7.
- Was ist Selbstregulation? Eine Standortbestimmung. 2004, ISBN 3-89806-318-6.
- Nonverbale Interaktion in der Psychotherapie. Forschung und Relevanz im therapeutischen Prozess. 2005, ISBN 3-89806-350-X.
- mit Günter Heisterkamp: Psychoanalyse der Lebensbewegungen. Zum körperlichen Geschehen in der psychoanalytischen Therapie. Ein Lehrbuch. 2007, ISBN 978-3-211-48608-5.
- Der Körper in Interaktion. Handeln als Erkenntnisquelle in der psychoanalytischen Therapie. 2008, ISBN 978-3-89806-799-7.
- Analytische Körperpsychotherapie: eine Bestandsaufnahme. 2009, ISBN 978-3-89806-879-6.